# Diferència de potencial
|  | No s'ha de confondre amb Potencial elèctric. |

En la física, la diferència de potencial, tensió elèctrica o voltatge és la diferència en el potencial entre dos punts en un camp conservatiu. En enginyeria, de vegades es descriu com una variable depenent d'un altre punt (across variable).
La diferència de potencial elèctric entre dos punts (A i B) d'un camp elèctric és igual al treball que realitza aquest camp sobre una unitat de càrrega positiva (el coulomb en el SI), per transportar-la del punt A al B.
{\displaystyle V_{A}-V_{B}={E}\times {r}}
On:
- VA - VB és la diferència de potencial.
- E és la intensitat del camp en newtons per coulomb ({\displaystyle {\rm {{N}\cdot {\rm {{C}^{-1}}}}}}).
- r és la distància en metres entre els punts A i B.

Igual que en el potencial elèctric, la diferència de potencial en el SI es mesura en volts.
Si dos punts que tenen una diferència de potencial s'uneixen mitjançant un conductor o bé circuit elèctric, es produirà un flux de corrent elèctric entre ambdós punts. En circular, es transfereix al circuit una energia equivalent a la diferència de potencial multiplicat per la càrrega transportada (integral del corrent).